# Natatolana pellucida
Natatolana pellucida is een pissebed uit de familie Cirolanidae. De wetenschappelijke naam van de soort is voor het eerst geldig gepubliceerd in 1921 door Walter Medley Tattersall.